# Guilherme IV, Príncipe de Orange
Guilherme IV (Guilherme Carlos Henrique Friso; Leeuwarden, 1 de setembro de 1711 – Haia, 22 de outubro de 1751) foi Príncipe de Orange desde o nascimento e o primeiro estatuder hereditário das Províncias Unidas de 1747 até à sua morte. Durante toda a sua vida também foi o governante do Principado de Orange-Nassau no Sacro Império.

## Primeiros anos
Guilherme nasceu em Leeuwarden na Holanda, filho de João Guilherme Friso, Príncipe de Orange, chefe da Casa de Orange-Nassau e da condessa Maria Luísa de Hesse-Cassel. Ele nasceu seis semanas após a morte de seu pai.
Guilherme sucedeu seu pai como Estatuder de Frísia sob a regência de sua mãe até 1731.

## Casamento e descendência
Casou-se, em 25 de março de 1734, com Ana, Princesa Real, filha do rei Jorge II da Grã-Bretanha e da rainha Carolina de Ansbach. Guilherme e Ana tiveram cinco filhos, mas somente dois chegaram a vida adulta, são eles:
- Carolina de Orange-Nassau, casou-se com o príncipe Carlos Cristiano de Nassau-Weilburg, com descendência
- Guilherme V, Príncipe de Orange, casou-se com a princesa Guilhermina da Prússia, com descendência

## Últimos anos
Em 1739 Guilherme herdou as propriedades anteriormente possuídas pelo ramo de Nassau-Dillenburg de sua família, e em 1743 herdou aqueles anteriormente possuídos pelo ramo de Nassau-Siegen de sua família.
Em abril de 1747 o exército francês entrou na Flandres, ameaçando os Países Baixos, que foi enfraquecido pela divisão interna. Os holandeses decidiram que seu país precisava de um único executivo forte, e se voltaram para Guilherme. Guilherme e sua família se mudaram de Leeuwarden para Haia. Em 4 de maio de 1747, os Estados Gerais dos Países Baixos nomearam Guilherme Estatuder das Sete Províncias Unidas dos Países Baixos e tornaram a posição hereditária pela primeira vez. Guilherme conheceu o duque Louis Ernest de Brunswick-Lüneburg em 1747, e dois anos depois nomeou-o marechal de campo do Exército dos Estados Holandeses, o que mais tarde levou Louis Ernest a servir como um dos regentes de Guilherme, herdeiro de Guilherme IV.
Guilherme era considerado um príncipe atraente, educado e consumado em seu auge. Embora tivesse pouca experiência em assuntos de Estado, Guilherme era muito para com o povo. Ele parou a prática da tributação indireta através da qual contratantes independentes conseguiram fazer grandes somas para si. No entanto, foi também Diretor-Geral da Companhia Holandesa das Índias Orientais e sua aliança com a classe empresarial aprofundou-se, enquanto a disparidade entre ricos e pobres cresceu.
Guilherme serviu como Estatuder das Sete Províncias Unidas dos Países Baixos até sua morte em 1751.

## Homenagens
Em sua homenagem, foram batizados os seguintes lugares:
- Orange, na Virgínia, EUA.
- Orangeburg, na Carolina do Sul, EUA.